# Ostrakodermy
Ostrakodermy, bezszczękowce pancerne (Ostracodermi) – nazwa stosowana dla kilku grup niewielkich paleozoicznych wodnych kręgowców o rybim pokroju ciała, należących do kilku rzędów lub gromad bezżuchwowców (Agnatha), pospolitych zwłaszcza w późnym sylurze i wczesnym dewonie (ok. 387-421 mln lat temu) w Europie i Ameryce Północnej. Zwierzęta te nie miały jeszcze wykształconych szczęk i zwykle płetw parzystych. Cechy te wiążą ostrakodermy ze współczesnymi krągłoustymi – minogami i śluzicami – z którymi często łączy się je w nadgromadę bezżuchwowców. Ich ciało okrywał pancerz skórny (stąd nazwa: gr. ὄστρακον ostrakon - skorupka i δερμα derma - skóra); niekiedy występowały także skostnienia szkieletu wewnętrznego. Osiągały kilkadziesiąt centymetrów długości.
Głowa i okolica skrzelowa ciała osteostraków, m.in.  cefalaspisa (Cephalaspis) okryte były szeroką, półksiężycową tarczą kostną. Po stronie grzbietowej znajdowały się parzyste oczodoły i otwór oka ciemieniowego, przed którym leżał (jak u minogów) otwór prowadzący do narządu nosowego i przysadki mózgowej. Niewielki otwór gębowy prowadził do obszernej jamy gębowej i skrzelowej; wydaje się, że zwierzęta te odcedzały pokarm z zawiesiny, tak jak prymitywniejsze strunowce. Do anaspidów zalicza się podobne do ryb ostrakodermy o wrzecionowatym ciele, bardziej bocznie spłaszczonym niż ciało osteostraków. Nie miały one rozbudowanej tarczy głowowej - okolicę głowową pokrywały drobne łuski. Nie są znane szczegóły ich anatomii wewnętrznej, ale narządy zmysłów i otwory skrzelowe rozmieszczone były podobnie jak u osteostraków. Przód ciała heterostraków, np. Pteraspis, okrywał pancerz złożony z kilku dużych płyt kostnych. Szczelinowaty otwór gębowy po stronie brzusznej sugeruje, że bezszczękowce te żerowały w mule dennym. Odciski na wewnętrznej stronie płyt wskazują na obecność dużych jam skrzelowych otwierających się pojedynczym ujściem po każdej stronie ciała. Najbliżej spokrewnione z heterostrakami były prawdopodobnie telodonty (np.Thelodus), pokryte jednak nie dużymi płytami kostnymi, lecz drobnymi łuskami.

## Systematyka
Ostrakodermy były tradycyjnie klasyfikowane wśród bezszczękowców w randze gromady obok gromady kręgoustych (Cyclostomata). Obejmowały rzędy:
- kostnopancerne, osteostraki (Osteostraci)
- anaspidy (Anaspida)
- heterostraki (Heterostraci)

Obecnie uważane są za takson polifiletyczny lub parafiletyczny, a nazwa ostrakodermy używana jest jako określenie grupy wymarłych opancerzonych bezszczękowców paleozoiku.